# Manfred Sult
Manfred Sult (* 27. März 1934 in Metgethen; † 17. April 2016 in Berlin) war ein deutscher Baptistenpastor und ein führender Geistlicher des ehemaligen Bundes Evangelisch-Freikirchlicher Gemeinden in der DDR. Nach der Wende war er einer der Bundesdirektoren des wiedervereinigten Bundes Evangelisch-Freikirchlicher Gemeinden in Deutschland.

## Leben
Seine Kindheit verbrachte Manfred Sult im westlich von  Königsberg gelegenen Metgethen (heute: Possjolok imeni Alexandra Kosmodemjanskowo), seine Jugend im sachsen-anhaltischen Bitterfeld. Die dortige Baptistengemeinde empfahl ihn 1954 zum Studium der Theologie. Zum Wintersemester 1955 wurde Sult am evangelisch-freikirchlichen Predigerseminar in Hamburg-Horn immatrikuliert. Nach seinem theologischen Examen 1959 ging er zurück in die DDR und absolvierte in der Baptistengemeinde Berlin, Cantianstraße eine dreijährige Probezeit. 1962 erhielt Sult seine Anerkennung als Pastor des Bundes Evangelisch-Freikirchlicher Gemeinden und wechselte noch im selben Jahr in den pastoralen Dienst der Gemeinde Zeesen.
Die politische Trennung Deutschlands führte schrittweise auch zu einer Teilung des bis dahin gemeinsamen Gemeindebundes. 1959 gründeten die 
evangelisch-freikirchlichen DDR-Gemeinden ihre eigene theologische Ausbildungsstätte, das Theologische Seminar Buckow. Nach dem Mauerbau 1961 bildeten die Ost-Gemeinden eine autonome Teilsynode, die von einem sogenannten Bundesrat geleitet wurde. Durch dieses Gremium wurde Manfred Sult 1965 zum evangelisch-freikirchlichen Jugendpastor in der DDR berufen.
1969 erfolgte die vollständige Teilung des Gemeindebundes. Der Bund Evangelisch-Freikirchlicher Gemeinden in der DDR, der Baptisten-, Brüder- und Elimgemeinden umfasste, wählte Herbert Morét zu seinem ersten Präsidenten. Morét hatte diese Position zwölf Jahre inne. Sein Nachfolger im Amt wurde 1981 Manfred Sult. Nach der Wiedervereinigung der beiden Gemeindebünde im Jahr 1991 wirkte Sult bis zu seinem Eintritt in den Ruhestand 1997 neben Eckhard Schaefer als Bundesdirektor.
In einem Nachruf betonten die beiden leitenden Pastoren des Bundes Evangelisch-Freikirchlicher Gemeinden Michael Noss (Präsident) und Christoph Stiba (Generalsekretär), dass Manfred Sult „entscheidend“ daran mitgewirkt, dass „Ost und West zusammenwachsen“. Sein Beitrag dazu sei „von unschätzbarem Wert“ gewesen.
Manfred Sult war verheiratet und Vater von vier Söhnen.

## Veröffentlichungen (Auswahl)
- Reformatorische Grundsätze: Christ und Staatsbürger heute. In: Die Ehrung Martin Luthers, eine Manifestation im Geiste des Friedens, der Humanität und Völkerverständigung: Tagung der Arbeitsgruppe christlicher Kreise beim Nationalrat der Nationalen Front der DDR am 4. Okt. 1982 in Halle (Arbeitsmaterial). S. 51 ff.
- Erlebt in der DDR. Berichte aus dem Bund Evangelisch-Freikirchlicher Gemeinden (Hrsg. Ulrich Materne, Günter Balders in Zusammenarbeit mit Reinhard Assmann, Bernhard Kühl und Manfred Sult). Wuppertal und Kassel 1995. ISBN 3-7893-7220-X. – Folgende Artikel dieses Buches stammen von Sult:
  - Wir stellen uns dem Vergangenen, S. 14
  - Der Geruch unumgänglicher Pflichterfüllung, S. 110 ff.
  - Meine Erfahrungen der Mitarbeit in den Arbeitsgruppen „Christliche Kreise“ der Nationalen Front der DDR, S. 117
  - Rundfunkgottesdienste [in der DDR], S. 341 ff.